# Neivamyrmex tenuis
Neivamyrmex tenuis é uma espécie de formiga do gênero Neivamyrmex.